# Фігурне катання на зимових Олімпійських іграх 1948 — одиночне катання (чоловіки)
Змагання турніру в одиночному чоловічому розряді з фігурного катання на зимових Олімпійських іграх 1948 відбувалися 2 та 5 лютого.
Усі змагання пройшли в Санкт-Моріц на природній ковзанці Олімпійського ковзанярського стадіону (нім. Eisstadion Badrutts Park). Першого дня чоловіки змагалися в обов'язковій програмі, а 5 лютого — у довільній програмі.
У змаганнях брали участь 16 фігуристів з 10 країн світу.

## Медалісти
| Золото     | Срібло         | Бронза   |
| Дік Баттон | Ганс Гершвілер | Еді Рада |
|            |                |          |

## Результати
Дата:
- 2 лютого, о 9:30
- 5 лютого, о 14:45

| П. | Атлети             | Вік | Країна          | Обов'язкова програма | Обов'язкова програма | Обов'язкова програма | Довільна програма | Довільна програма | Довільна програма | Фінальний результат | Фінальний результат | Фінальний результат |
| П. | Атлети             | Вік | Країна          | БП                   | СП                   | УБ                   | БП                | СП                | УБ                | БП                  | СП                  | УБ                  |
| -- | ------------------ | --- | --------------- | -------------------- | -------------------- | -------------------- | ----------------- | ----------------- | ----------------- | ------------------- | ------------------- | ------------------- |
| 1  | Дік Баттон         | 18  | США             | 6×1º                 | 14,0                 | 110,522              | 9×1º              | 9                 | 80,656            | 8×1º                | 10                  | 191,177             |
| 2  | Ганс Гершвілер     | 26  | Швейцарія       | 6×2º                 | 20,0                 | 107,233              | 5×3º              | 31                | 73,889            | 5×2º                | 23                  | 181,122             |
| 3  | Еді Рада           | 25  | Австрія         | 5×3º                 | 33,5                 | 104,556              | 5×4º              | 37                | 73,578            | 6×3º                | 33                  | 178,133             |
| 4  | Джон Леттенгарвер  | 18  | США             | 5×4º                 | 44,0                 | 101,811              | 5×3º              | 28                | 74,589            | 6×4º                | 36                  | 176,400             |
| 5  | Еде Кіралі         | 21  | Угорщина        | 5×4º                 | 47,0                 | 102,456              | 7×5º              | 43                | 71,944            | 8×5º                | 42                  | 174,400             |
| 6  | Джеймс Гроган      | 16  | США             | 5×9º                 | 80,0                 | 96,378               | 5×5º              | 49                | 72,333            | 5×6º                | 62                  | 168,711             |
| 7  | Грем Шарп          | 30  | Велика Британія | 5×5º                 | 47,5                 | 101,089              | 6×11º             | 88                | 65,956            | 5×7º                | 67                  | 167,044             |
| 8  | Геллмут Мей        | 26  | Австрія         | 5×6º                 | 64,0                 | 99,244               | 5×8º              | 82                | 66,422            | 6×8º                | 68                  | 165,666             |
| 9  | Гельмут Зайбт      | 18  | Австрія         | 6×8º                 | 71,0                 | 98,100               | 5×11º             | 98                | 64,556            | 5×8º                | 79                  | 162,655             |
| 10 | Ладислав Чап       | 21  | Чехословаччина  | 6×10º                | 88,0                 | 95,444               | 6×11º             | 98                | 64,789            | 5×9º                | 96                  | 160,233             |
| 11 | Фернанд Ліманс     | 22  | Бельгія         | 5×11º                | 98,5                 | 93,111               | 5×12º             | 107               | 64,711            | 6×12º               | 104                 | 157,822             |
| 12 | Воллес Дістельмеєр | 21  | Канада          | 6×13º                | 116,5                | 89,900               | 6×10º             | 89                | 66,422            | 6×12º               | 110                 | 156,322             |
| 13 | Зденек Фікар       | 21  | Чехословаччина  | 6×12º                | 107,0                | 91,000               | 5×12º             | 113               | 63,156            | 7×13º               | 114                 | 154,155             |
| 14 | Карл Ендерлін      | 24  | Швейцарія       | 5×14º                | 124,0                | 88,522               | 6×11º             | 95                | 65,722            | 6×14º               | 110                 | 154,244             |
| 15 | Карло Фассі        | 18  | Італія          | 5×15º                | 137,0                | 84,989               | 7×15º             | 126               | 60,978            | 5×15º               | 135                 | 145,966             |
| 16 | Пер Кок-Клаузен    | 35  | Данія           | 5×14º                | 132,0                | 87,278               | 9×16º             | 135               | 58,256            | 9×16º               | 135                 | 145,533             |

Рефері:
- Генрі Мюгелі

Асистент рефері:
- Євген Кірхгофер

Судді:
- Кеннет Бомонт
- Еміль Фінстервальд
- Бернард Фокс
- Володимир Куделка
- Ернст Лабін
- Марсель Нікез
- Мелвілл Роджерс
- Свен П. Серенсен
- Елемир Тертак
- Бруно Бонфільо (заміна)